# مانويل خيسوس كانو مارتين
مانويل خيسوس كانو مارتين (بالإسبانية: Manuel Jesús Cano Martín)‏ هو مدرب كرة قدم إسباني، ولد في 26 أغسطس 1975 في لوسبيتاليت دي يوبريغات في إسبانيا.